# Buck the World
Buck the World è il secondo album del rapper di Nashville Young Buck. Il nome dell'album è un gioco di parole su "Fuck the World".
L'album è stato pubblicato il 27 marzo 2007.

## Il disco
I produttori di questo album sono artisti hip-hop molto famosi, tra cui Dr. Dre, Jazze Pha, J.U.S.T.I.C.E. League, Polow Da Don, e Lil Jon.
Nelle canzoni dell'album compaiono anche artisti come 50 Cent, Chester Bennington (dei Linkin Park), Young Jeezy, Bun B, Trick Daddy, e Lyfe Jennings.
Il primo singolo è stato "I Know You Want Me" prodotto Jazze Pha, che tra l'altro compare anche nella canzone.
Il secondo singolo è stato "Get Buck", prodotto Polow Da Don.
Il terzo singolo, "U Ain't Goin' Nowhere" è stato pubblicato il 18 maggio.
iTunes ha rimpiazzato "Lose My Mind"/"Funeral Music" solo con "Funeral Music".
Buck The World si è classificato al terzo posto nella Billboard 200, dietro all'album di Tim McGraw "Let It Go", e "Now That's What I call Music! 24", una compilation che ha venduto 141 083 copie.
L'album si è classificato al primo posto nella classifica Top R&B/Hip-Hop Albums.
Il 7 giugno 2007, l'album negli Stati Uniti ha venduto 329 400 copie.

## Tracce
| #  | Titolo                                               | Produttore/i                             | Collaborazioni                 | Durata |
| -- | ---------------------------------------------------- | ---------------------------------------- | ------------------------------ | ------ |
| 1  | "Push 'Em Back"                                      | Young RJ                                 |                                | 3:55   |
| 2  | "Say It to My Face"                                  | Jiggalo, Craig Lane (co-produzione)      | Bun B & 8 Ball & MJG           | 3:39   |
| 3  | "Buss Yo' Head"                                      | J.U.S.T.I.C.E. League                    |                                | 4:58   |
| 4  | "I Ain't Fucking wit' U!"                            | Hi-Tek                                   | Snoop Dogg, Trick Daddy & Dion | 3:43   |
| 5  | "Get Buck"                                           | Polow Da Don                             |                                | 4:14   |
| 6  | "Buck the World"                                     | Jake One                                 | Lyfe Jennings                  | 3:46   |
| 7  | "Slow Ya Roll"                                       | DOC & Gramps                             | Chester Bennington             | 3:43   |
| 8  | "Hold On"                                            | Dr. Dre, Che Vicious (co-produzione)     | 50 Cent                        | 3:59   |
| 9  | "Pocket Full of Paper"                               | DJ Toomp                                 | Young Jeezy                    | 3:45   |
| 10 | "Haters"                                             | Vitamin D                                | Kokane                         | 4:10   |
| 11 | "U Ain't Goin' Nowhere"                              | Dr. Dre & Mark Batson                    | LaToiya Williams               | 3:59   |
| 12 | "Money Good"                                         | Lil Jon                                  |                                | 4:12   |
| 13 | "Puff Puff Pass"                                     | Tha Bizness                              | Ky-Mani Marley                 | 4:40   |
| 14 | "Clean Up Man"                                       | Jake One, G Koop (produzione aggiuntiva) |                                | 4:22   |
| 15 | "4 Kings"                                            | Jazze Pha                                | T.I., Young Jeezy & Pimp C     | 4:52   |
| 16 | "I Know You Want Me"                                 | Jazze Pha                                | Jazze Pha                      | 4:47   |
| 17 | "Lose My Mind" ¹/"Funeral Music" [Traccia nascosta]² | ¹ Eminem ² Key Kat                       | ² Eseguita da 50 Cent          | 6:54   |

## Singoli
- I Know You Want Me (feat. Jazze Pha)
- Get Buck
- U Ain't Goin' Nowhere (feat. LaToiya Williams)